# Listă de localități dispărute din statul Alabama

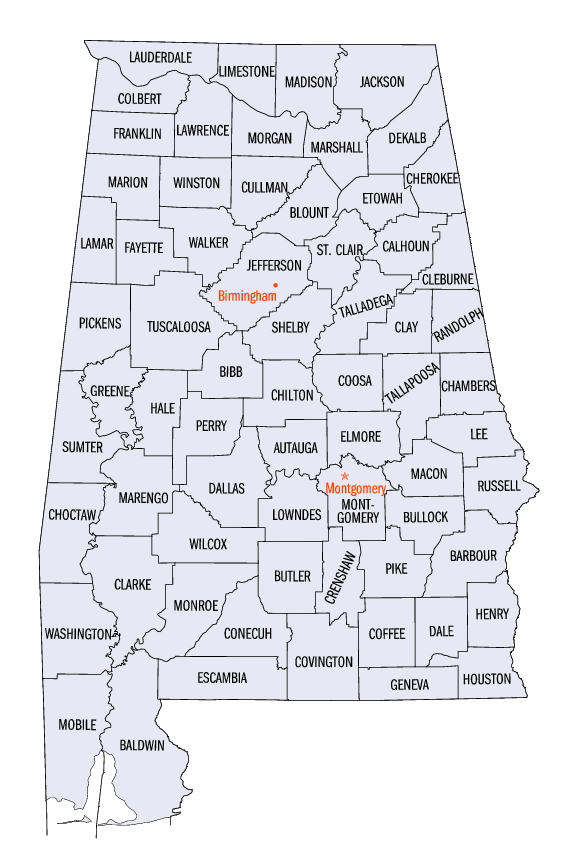
Harta celor 67 de comitate din statul din SUA

- Această pagină este o listă de zone de localități dispărute (în engleză ghost towns) din statul Florida.

- Vedeți și Listă de municipalități din statul Alabama.
  - Vedeți și Listă de orașe din statul Alabama.
  - Vedeți și Listă de târguri din statul Alabama.
  - Vedeți și Listă de sate din statul Alabama.

respectiv
- Vedeți și Listă de comitate din statul Alabama.
- Vedeți și Listă de locuri desemnate pentru recensământ din statul Alabama.
- Vedeți și Listă de comunități neîncorporate din statul Alabama.
- Vedeți și Listă de localități din statul Alabama.
- Vedeți și Listă de rezervații amerindiene din statul Alabama.

## A
- Arcola, comitatul Hale

## B
- Battelle, comitatul DeKalb
- Beaver Mills, comitatul Mobile
- Bellefonte, comitatul Jackson
- Blakeley, comitatul Baldwin
- Bootsville, comitatul DeKalb

## C
- Cahaba, comitatul Dallas
- Choctaw Corner, comitatul Clarke
- Clarkesville, comitatul Clarke

## F
- Failetown, comitatul Clarke

## M
- Minden, comitatul Calhoun

## P
- Prairie Bluff, comitatul Wilcox
- Point Clear, comitatul Baldwin

## R
- Rawlingsville, comitatul DeKalb

## T
- Tooktocaugee, comitatul Calhoun

## Alte legături interne
- Categorie:Liste de orașe din Statele Unite după stat
- Categorie:Liste de târguri din Statele Unite după stat
- Categorie:Liste de districte civile din Statele Unite după stat
- Categorie:Liste de sate din Statele Unite după stat
- Categorie:Liste de comunități desemnate pentru recensământ din Statele Unite după stat
- Categorie:Liste de comunități neîncorporate din Statele Unite după stat
- Categorie:Liste de localități dispărute din Statele Unite după stat
- Categorie:Liste de rezervații amerindiene din Statele Unite după stat
- Categorie:Liste de zone de teritoriu neorganizat din Statele Unite după stat

și
- Listă de municipalități din statul Alabama
  - Listă de orașe din statul Alabama
  - Listă de târguri din statul Alabama
  - Listă de sate din statul Alabama

respectiv
- Listă de comitate din statul Alabama
- Listă de districte civile din statul Alabama
- Listă de locuri desemnate pentru recensământ din statul Alabama
- Listă de comunități neîncorporate din statul Alabama
- Listă de localități din statul Alabama
- Listă de rezervații amerindiene din statul Alabama
- Listă de zone de teritoriu neorganizat din statul Alabama